# 러시아 미술관

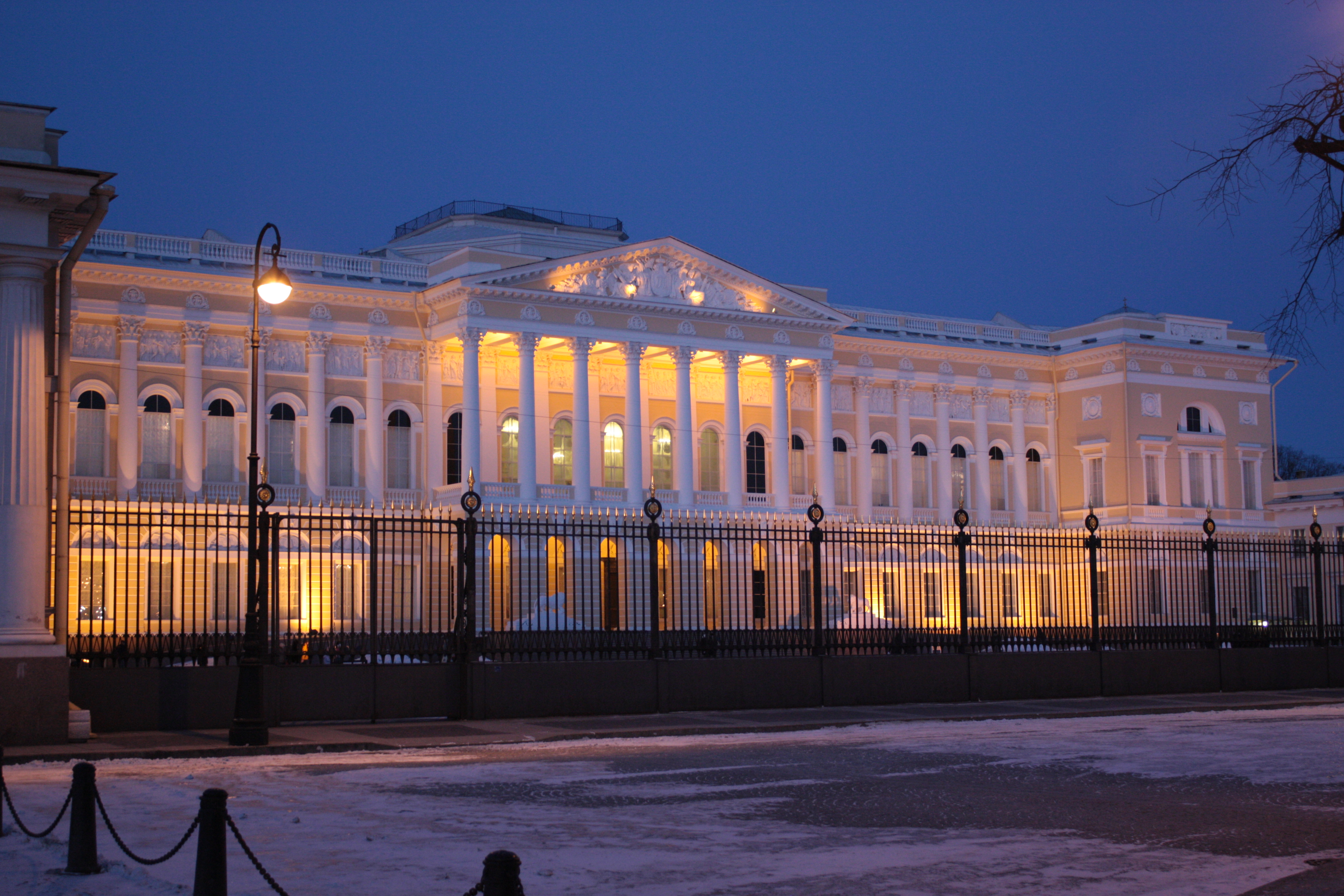
러시아 미술관

러시아 미술관(러시아어: Государственный Русский музей)은 러시아 상트페테르부르크에 있는 미술관이다.